# Stefanie Zotter
Stefanie Zotter, nach Heirat Stefanie Kaul, (* 8. Dezember 1971) ist eine ehemalige österreichische Leichtathletin.
Stefanie Zotter startete von 1993 bis 1996 für Eintracht Frankfurt und wechselte dann zum USC Mainz. Im 400-Meter-Hürdenlauf war sie 1991, 1994 und 1995 österreichische Meisterin. Am 19. Juni 1994 stellte sie mit 57,27 Sekunden beim Abendsportfest des TSV Pfungstadt ihre persönliche Bestleistung auf. Im Juli 1994 gewann Zotter bei den österreichischen Leichtathletikmeisterschaften in Linz den Titel sowohl über die Langhürden in einer Zeit von 58,22 Sekunden, als auch mit persönlicher Bestzeit von 54,69 Sekunden im 400-Meter-Lauf. Im gleichen Jahr nahm sie an den Europameisterschaften teil, schied dort aber in 58,32 Sekunden im Vorlauf aus. Der Steirische Leichtathletikverband führt Ende 2019 Stefanie Zotter über die 400 Meter Hürden als Rekordinhaberin, sie war damit noch Zweite der österreichischen Bestenliste. Zotters 400-Meter-Zeit war ebenfalls noch steirischer Landesrekord.
1997 heiratete Stefanie Zotter den deutschen Leichtathleten Michael Kaul. 1998 wurde ihr Sohn Niklas Kaul geboren, der, von seinen Eltern trainiert, 2019 Weltmeister und 2022 Europameister im Zehnkampf wurde. Die 2006 geborene Tochter Emma ist ebenfalls im Mehrkampf aktiv. Stefanie Kaul ist von Beruf Lehrerin und war stellvertretende Leiterin einer Gesamtschule. Seit 1. Februar 2024 arbeitet sie als Referatsleiterin im Ministerium für Bildung Rheinland-Pfalz. Sie trainierte zeitweise auch die Siebenkämpferin Carolin Schäfer.